# San Juan Benito Juárez
San Juan Benito Juárez är en ort i Mexiko.   Den ligger i kommunen Cuitzeo och delstaten Michoacán de Ocampo, i den södra delen av landet, 220 km väster om huvudstaden Mexico City. San Juan Benito Juárez ligger 1 846 meter över havet och antalet invånare är 2 613.
Terrängen runt San Juan Benito Juárez är platt norrut, men söderut är den kuperad. Runt San Juan Benito Juárez är det ganska tätbefolkat, med 111 invånare per kvadratkilometer. Närmaste större samhälle är Cuitzeo del Porvenir, 6,1 km norr om San Juan Benito Juárez. Trakten runt San Juan Benito Juárez består till största delen av jordbruksmark.